# NGC 3807
NGC 3807 је појединачна звезда у сазвежђу Лав која се налази на NGC листи објеката дубоког неба.
Деклинација објекта је + 17° 49' 13" а ректасцензија 11h 41m 52,5s. Привидна величина (магнитуда) објекта NGC 3807 износи 13,4 а фотографска магнитуда 13,5.